# Pactos de Convivencia

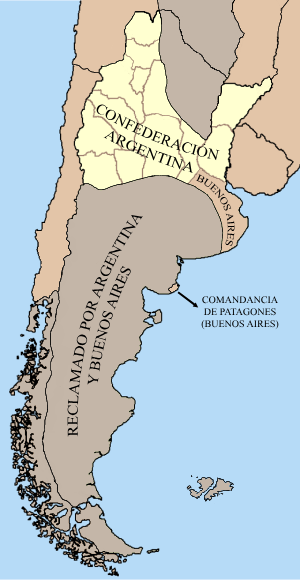
División del territorio entre la Confederación Argentina y el Estado de Buenos Aires.

Los Pactos de Convivencia fueron dos tratados firmados a finales de 1854 y comienzos de 1855 entre la Confederación Argentina y el Estado de Buenos Aires en el marco de la guerra que los enfrentaba desde 1852. El primer convenio fue firmado el 20 de diciembre de 1854 entre los representantes José María Cullen, Daniel Gowland y Ireneo Portela, en el cual se restablecía las relaciones económicas anteriores y se llegaba a un statu quo. El segundo pacto fue firmado el 8 de enero de 1855 por Santiago Derqui y Juan del Campillo en representación de la Confederación Argentina, y por Juan Bautista Peña para el Estado de Buenos Aires. Este último tratado incidía en el uso de la misma bandera en los buques, la unión en la lucha contra los indígenas y la autorización de la circulación libre de productos en ambas jurisdicciones.

## Antecedentes
Tras el rechazo de Buenos Aires al Acuerdo de San Nicolás en 1852 y de la Constitución de 1853, se dio inicio a la guerra entre la Confederación Argentina y el Estado de Buenos Aires. El 12 de abril de 1854 Buenos Aires sancionaba su propia constitución, donde decía ser «un Estado con el libre ejercicio de su soberanía interior y exterior», un mes después de que Justo José de Urquiza iniciaba su periodo presidencial en la Confederación Argentina, el 5 de marzo.
En noviembre de 1854, una invasión a Buenos Aires llevado a cabo por los generales Jerónimo Costa e Hilario Lagos finalizaba prematuramente en la batalla de El Tala, cuando se enfrentaron a las tropas bonaerenses del general Manuel Hornos. Posteriormente, mientras Hornos y Bartolomé Mitre preparaban un ataque como respuesta, los diputados Manuel Lucero y Miguel Rueda, por Córdoba y Santiago del Estero respectivamente, propusieron al Congreso Constituyente iniciar una guerra económica total contra el estado enemigo. Sin embargo, los intereses conciliadores de Urquiza y la presión de los comerciantes para evitar una guerra abierta, tendieron a abrir la oportunidad de un pacto de paz.

## Pacto de 1854
De las gestiones privadas de dos hombres de negocios santafesinos, José María Cullen, futuro gobernador de Santa Fe, y Daniel Gowland, representante de los comerciantes ingleses, apoyados por el vicecónsul inglés Woodbine Parish, motivaron la firma de un primer pacto el 20 de diciembre de 1854, luego de varias reuniones hechas en Buenos Aires. En ella, Cullen y Gowland representaron al Estado de Buenos Aires, mientras que Ireneo Portela, ministro de Urquiza, representó a la Confederación Argentina. El 27 de septiembre el tratado fue ratificado por el gobernador de Buenos Aires, Pastor Obligado.
En este primer acuerdo, se comprometían a mantener el statu quo anterior a la invasión de Costa y a retirar de la provincia de Santa Fe a todos los que habían participado de la misma; a interrumpir las acciones militares entre ellos y, por último, a zanjar sus diferencias de forma pacífica en el futuro. De esta manera, se aceptaba de facto la autonomía de Buenos Aires, aunque se conseguía una alianza política.

Firmantes del pacto de 1854
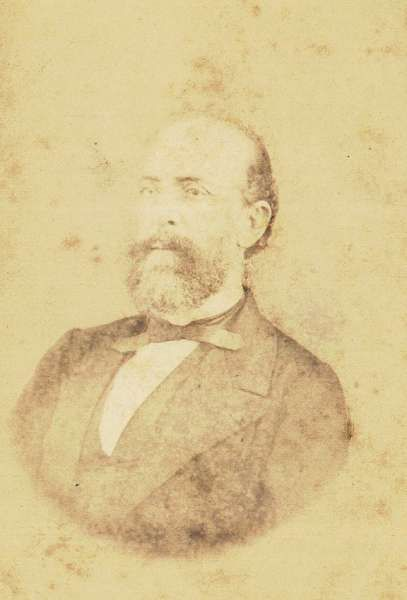
José María Cullen
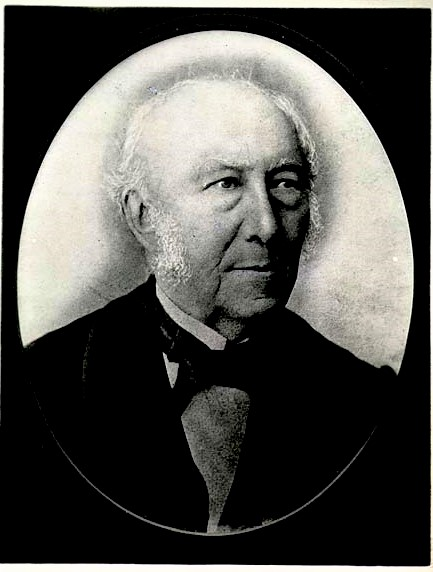
Daniel Gowland
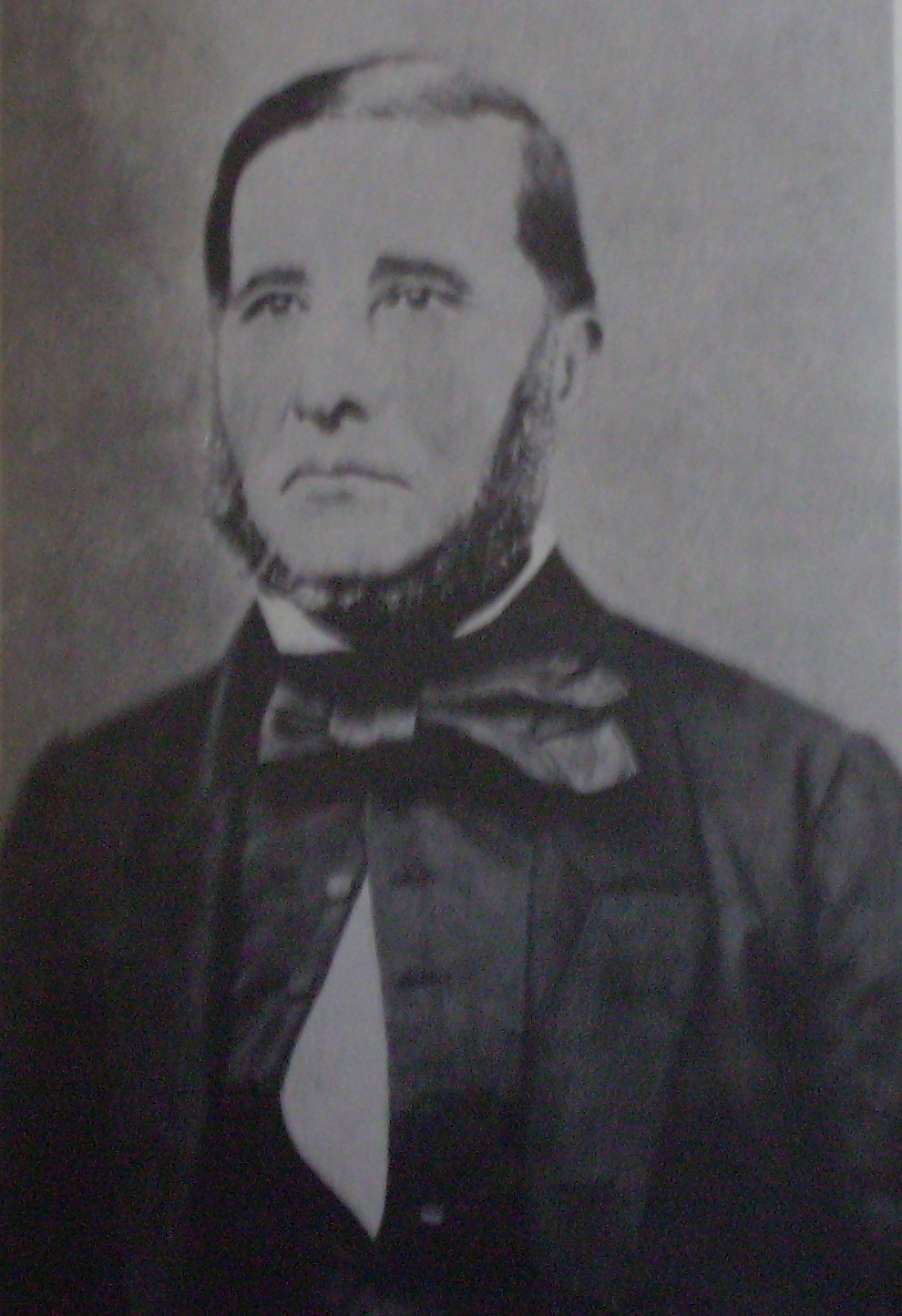
Ireneo Portela

## Pacto de 1855
Debido a este último artículo del primer pacto, las negociaciones continuaron, sobre todo en el plano económico. Para eso, se firmó un nuevo tratado, el 8 de enero de 1855, entre Santiago Derqui y Juan del Campillo, ministros del interior y de hacienda del gobierno de la Confederación respectivamente, y por Juan Bautista Peña, representante del Estado de Buenos Aires. En este pacto, ambos ratificaban su apoyo mutuo en caso de un ataque exterior y de malones de indígenas, la concordancia entre leyes nacionales en el aspecto judicial, el uso del pabellón nacional mercante para buques de las dos partes y otros acuerdos alcanzados en lo respectivo a aduanas, correo y tránsito de pasajeros para evitar dificultades.
Para confirmar la importancia de los pactos, Daniel Gowland fue nombrado por la Confederación como agente comercial en Buenos Aires en abril de 1855, para mantener las buenas relaciones alcanzadas y servir de enlace diplomático.

Firmantes del pacto de 1855
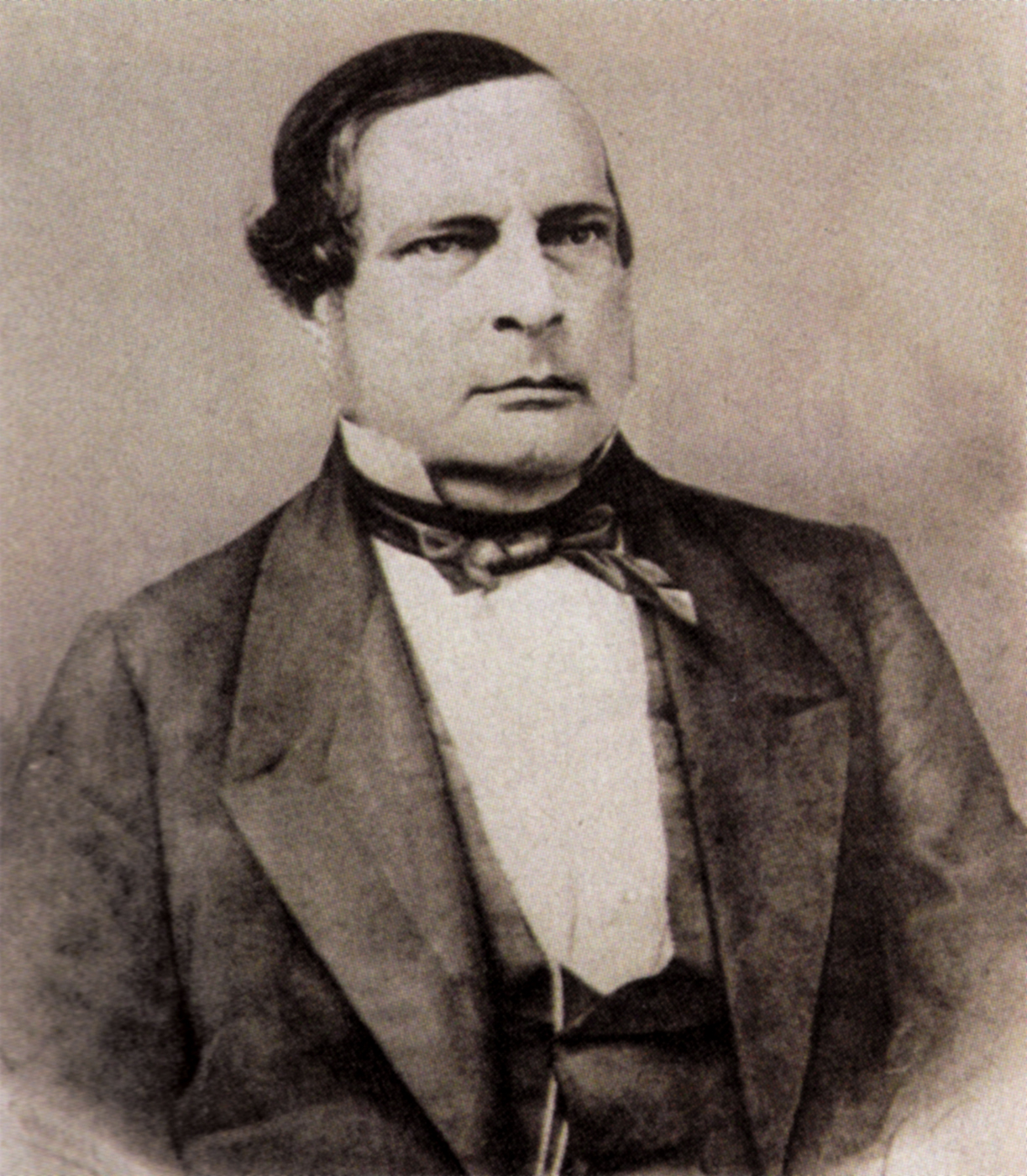
Santiago Derqui
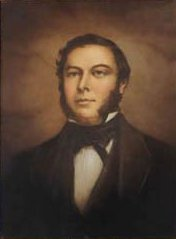
Juan del Campillo
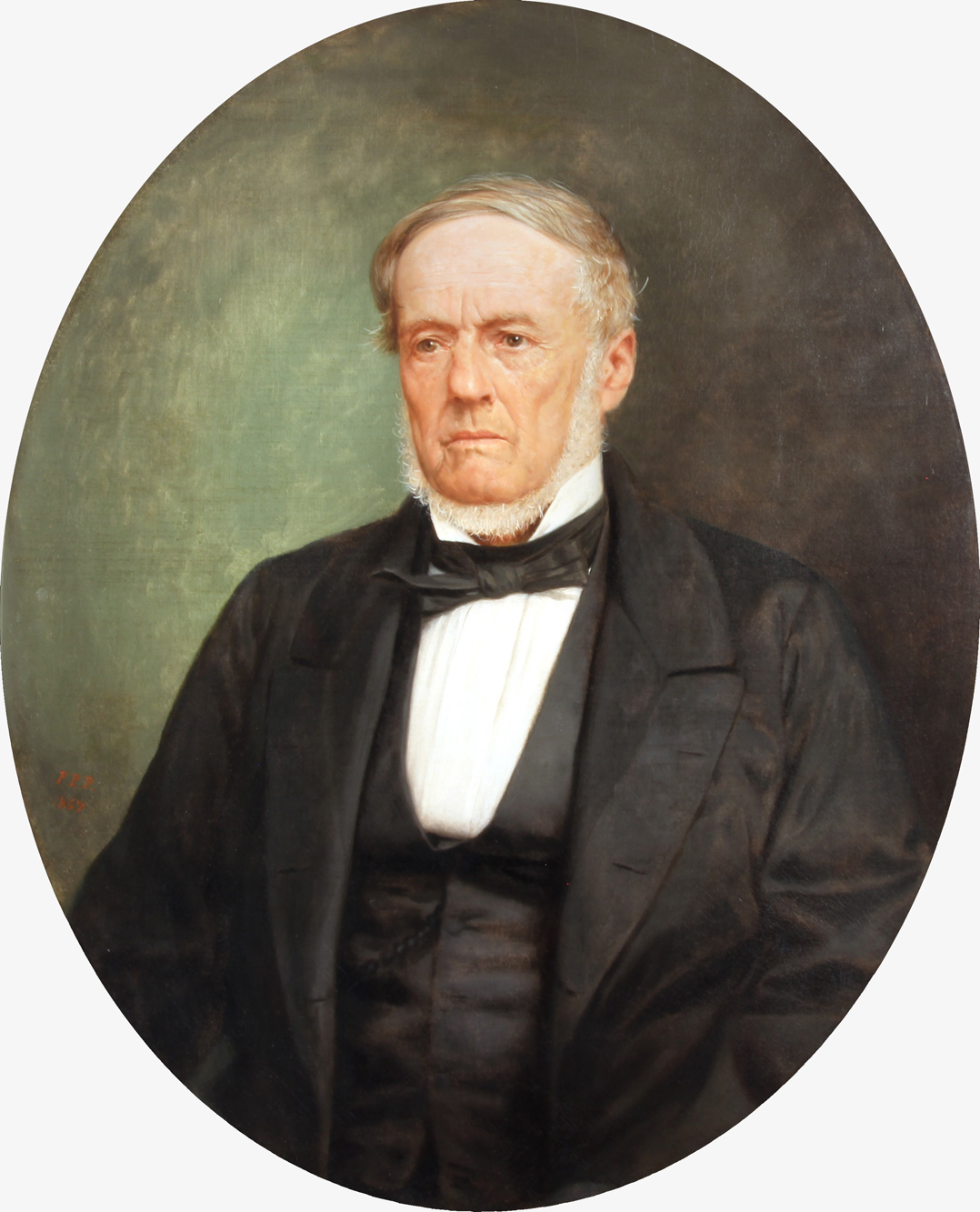
Juan Bautista Peña

## Vigencia
Pese a los acuerdos conseguidos, la vigencia de los pactos duró poco tiempo. A finales de 1855, José María Flores intentaría nuevamente una invasión sin éxito hacía Buenos Aires, siendo derrotado por Mitre. Luego, en enero de 1856, Costa volvería a atacar al Estado de Buenos Aires, siendo derrotado y muerto en el combate de Villamayor. Luego de la matanza de Villamayor, Urquiza se vio obligado a ser más prudente en el control de sus aliados porteños, por lo que Buenos Aires y la Confederación conservaron la paz por unos años, hasta la batalla de Cepeda de 1859.